# Zoran Petrović
Zoran Petrović är en före detta svenskserbisk fotbollsspelare född den 5 november 1967 i Požarevac i dåvarande Jugoslavien, idag Serbien.
Petrović började sin fotbollskarriär i den Jugoslaviska klubben FK Zemun säsongen 1989, men gjorde sin första match för klubben först nästkommande säsong då laget gått upp till första divisionen. Han spelade i Jugoslavien fram till säsongen 1992/1993 då han bytte till den grekiska klubben Korinthos PAS som då spelade i förstaligan men efter säsongen ramlade ner till andraligan och Petrović bytte till den spanska klubben Deportivo Alavés 1994 som spelade i Segunda División B. Efter att inte fått någon speltid i klubben bytte Petrović tillbaka till FK Zemun säsongen 1994/1995. Till allsvenskan 1996 blev han värvad av den svenska klubben Umeå FC som spelade sin första säsong i den svenska toppdivisionen.
Under sin debutsäsong i Umeå gjorde Petrović fem mål på 25 matcher men klubben klarade sig inte kvar i allsvenskan och spelade 1997 återigen i division 1. Säsongen 1998 gjorde han 11 mål på 24 matcher för Umeå men säsongen 1999 missade han 8 matcher på grund av en skada. 2000 var det premiär för superettan där Petrović bara gjorde 3 mål på 26 matcher och till säsongen 2001 bytte han klubb till Enköpings SK men under säsongen återgick hantill Umeå där han spelade året ut. 2002-2004 spelade Petrović i division 2 för Jönköpings Södra IF innan han 2005 börjar som assisterande tränare i Tenhults IF, också de i division 2. Efter sin tränartid i Tenhult var han även assisterande tränare i Husqvarna FF innan han 2012 blev huvudtränare i Råslätt SK.
Petrović är gift och har två barn, han arbetar som montör och bor i Kålgården i Jönköping.